# Maggie Smith
Dame Margaret Natalie Smith,  művésznevén Maggie Smith (Ilford, Essex, 1934. december 28. – London, 2024. szeptember 27.) kétszeres Oscar-díjas, négyszeres Primetime Emmy-díjas, háromszoros Golden Globe-díjas, valamint ötszörös BAFTA-díjas angol színésznő. Az 1950-es évektől kezdve mind színpadon, mind filmvásznon szép karriert futott be, több mint 60 filmben és 70 színdarabban szerepelt. 
Nagy-Britannia egyik legismertebb színésznője, II. Erzsébet királynő 1990-ben "dáma" (dame) címet adományozott neki a művészethez való hozzájárulásáért, 2014-ben pedig Companion of Honor kitüntetést a drámai alkotásokért.

## Életpályája
Maggie Smith 1934. december 28-án született Angliában Nathaniel Smith és Margaret Little gyermekeként.
Tanulmányait az Oxford Playhouse Schoolban végezte.
1952-ben debütált Oxfordban, majd egy londoni revüben dolgozott. Több londoni színházban és a Broadway-n is játszott. 1958 óta szerepel filmekben.
Smith diákként kezdte pályafutását a színpadon, 1952-ben az Oxford Playhouse-ban lépett fel, és profiként debütált a Broadway-n az 56-os Új arcok című filmben. A londoni színpadon végzett munkájáért a legjobb színésznőnek járó Evening Standard díjat a The Private Ear (1962), a The Public Eye (1962), a Hedda Gabler (1970), a Virginia (1981), és a The Way of the World (1984), a Három magas nő (1994) és Egy német élet (2019) darabokban nyújtott alakításáért is elnyerte. Tony-díjra jelölték a Magánéletek (1975) és az Éjjel és nappal (1979) című darabok után, majd 1990-ben megnyerte a legjobb színésznőnek járó Tony-díjat a Lettice és Lovage című darabban. Szerepelt a Stratford Shakespeare Fesztivál Antonius és Kleopátra (1976) és Macbeth (1978), valamint A Delicate Balance (1997) és The Breath of Life (2002) West End produkcióiban. 2010-ben megkapta a Society of London Theatre különdíját.
A képernyőn nyújtott alakításai közül először a Nowhere to Go (1958) című krimiért kapott elismerést, amiért megkapta első jelölését a Brit Film- és Televízióművészeti Akadémia (BAFTA) díjára. Két Oscar-díjat nyert, a legjobb színésznő díjat a Jean Brodie kisasszony című filmben játszott főszerepért (1969) és a legjobb női mellékszereplő díjat a Kaliforniai lakosztályért (1978). Egyike annak a hét színésznőnek, aki mindkét kategóriában nyert. Rekordszámú, négy BAFTA-díjat nyert a legjobb női főszereplő kategóriában, köztük az Egy magánélet (1984) és a The Lonely Passion of Judith Hearne (1988) című filmben nyújtott alakításáért, a BAFTA legjobb női mellékszereplőjének járó díjat Tea Mussolinivel (1999), valamint három Golden Globe-díjat. További négy Oscar-jelölést kapott: az Othello (1965), az Utazások a nagynénémmel (1972), az Egy szoba kilátással (1985) és a Gosford Park (2001) című filmekért.
Világszerte legismertebb szerepe Minerva McGalagony professzor, akit a Harry Potter-filmsorozatban 2001 és 2011 között keltett életre. További filmjei közé tartozik a Szerelem és fájdalom és az Egész átkozott dolog (1973), Gyilkosság halállal (1976), Halál a Níluson (1978), Titánok harca (1981), Gonosz a nap alatt (1982), Horog (1991), Apáca Show (1992), Apáca Show 2: Újra virul a fityula (1993), The Secret Garden (1993), The Best Exotic Marigold Hotel (2012) és The Lady in the Van (2015). 2003-ban Emmy-díjat nyert a Házam Umbriában című filmért, hogy egyike legyen azon kevés színésznőknek, akik elnyerték a színészet "hármas koronáját". Violet Crawley-t, Grantham grófnőjét alakította a Downton Abbey-ben (2010−2015), amelyért három Emmy-díjat nyert, első, nem együttes Screen Actors Guild-díját és harmadik Golden Globe-díját. Megtisztelő filmes díjai közé tartozik a BAFTA Különdíj 1993-ban és a BAFTA Fellowship 1996-ban. 2012-ben megkapta a Stratford Shakespeare Fesztivál Legacy Award díját, 2016-ban pedig az Oxfordi Egyetem Bodleian Libraries Bodley-érmét. 
2024. szeptember 27-én, három hónappal a 90. születésnapja előtt hunyt el Londonban. Idős korában több betegségtől, így például glaukómától, Graves-kórtól és mellráktól is szenvedett.

## Színházi szerepei
(Zárójelben a szerző)
- 1952: Vízkereszt, vagy amit akartok
- 1952: Akit arcul csaptak (Andrejev)
- 1952: Hamupipőke
- 1953: Rookery Nook (Ben Travers)
- 1953: Housemaster (Ian Hay)
- 1953: Sör és perec (Maugham)
- 1953: The Love of Four Colonels
- 1954: The Ortolan
- 1954: Don't Listen Ladies
- 1954: A revizor
- 1954: A levél (Maugham)
- 1954: A Man About The House
- 1954: On the Mile
- 1954: Oxford Accents
- 1954: Theatre 1900
- 1954: Listen to the Wind
- 1955: The Magistrate (Wing Pinero)
- 1955: A rágalom iskolája
- 1956: New Faces of '56
- 1957: Share My Lettuce
- 1958: The Stepmother
- 1959: The Double Dealer (Congreve)
- 1960: What Every Woman Knows (J. M. Barrie)
- 1960: Az orrszarvú (Ionesco)
- 1960: Strip the Willow
- 1961: The Rehearsal (George Villiers)
- 1962: The Private Ear and The Public Eye
- 1963: Mary, Mary (Jean Kerr)
- 1963: The Recruiting Officer (George Farquhar)
- 1964: Othello
- 1964: The Master Builder (Ibsen)
- 1964: Hay Fever (Noël Coward)
- 1965: Sok hűhó semmiért
- 1965: Trelawny of the Wells (Wing Pinero)
- 1966: Júlia kisasszony (Strindberg)
- 1966: Black Comedy (Shaffer)
- 1966: A Bond Honoured
- 1969: The Country Wife (William Wycherley)
- 1970: The Beaux Stratagem (George Farquhar)
- 1970: Hedda Gabler (Ibsen)
- 1971: Design for Living (Noël Coward)
- 1972: Private Lives (Noël Coward)
- 1973: Pán Péter (J. M. Barrie)
- 1974: Snap
- 1975: Private Lives (Noël Coward)
- 1976: Így él a világ
- 1976: Antonius és Kleopátra
- 1976: Három nővér (Csehov)
- 1976: A Testőr (Molnár Ferenc)
- 1977: Szentivánéji álom
- 1977: III. Richárd
- 1977: Ahogy tetszik
- 1977: Hay Fever (Noël Coward)
- 1978: Macbeth (Shakespeare)
- 1978: Private Lives (Noël Coward)
- 1979: Night and Day (Tom Stoppard)
- 1980: Sok hűhó semmiért
- 1980: Sirály (Csehov)
- 1980-81: Virginia
- 1984: Így él a világ
- 1985: The Interpreters
- 1986: The Infernal Machine
- 1987: Coming Into Land
- 1987: Lettice and Lovage (Shaffer)
- 1990: Lettice and Lovage
- 1993: Bunbury (Oscar Wilde)
- 1994-95: Three Tall Women (Edward Albee)
- 1996: Talking Heads (Alan Bennett)
- 1997: A Delicate Balance (Alan Bennett)
- 1999: A kertbérlő (Alan Bennett)
- 2001: Harry Potter (Minerva Mc Gonagall)
- 2002: The Breath of Life (David Hare)
- 2004: Talking Heads (Alan Bennett)
- 2007: The Lady From Dubuque (Edward Albee)

## Filmográfia

### Film
| Év   | Magyar cím                                 | Eredeti cím                                   | Szerep                                   | Magyar hang        |
| ---- | ------------------------------------------ | --------------------------------------------- | ---------------------------------------- | ------------------ |
| 1956 |                                            | Child in the House                            | partivendég                              |                    |
| 1958 |                                            | Nowhere to Go                                 | Bridget Howard                           |                    |
| 1962 |                                            | Go to Blazes                                  | Chantal                                  |                    |
| 1963 | A fontos személyek (Fejesek)               | The V.I.P.s                                   | Miss Mead                                | Jani Ildikó        |
| 1964 | Tökmagevő                                  | The Pumpkin Eater                             | Philpot                                  |                    |
| 1965 | A fiatal Cassidy                           | Young Cassidy                                 | Nora                                     |                    |
| 1965 |                                            | Othello                                       | Desdemona                                |                    |
| 1967 | Rókamese                                   | The Honey Pot                                 | Sarah Watkins                            | Létay Dóra         |
| 1968 | Forró milliók                              | Hot Millions                                  | Patty Terwilliger Smith                  |                    |
| 1969 |                                            | The Prime of Miss Jean Brodie                 | Jean Brodie                              |                    |
| 1969 | Váltson jegyet a háborúba                  | Oh! What a Lovely War                         | sztár                                    |                    |
| 1972 | Utazások nagynénémmel                      | Travels with My Aunt                          | Augusta Bertram néni                     | Géczy Dorottya     |
| 1973 | Szerelem, vagy amit akartok                | Love and Pain and the Whole Damn Thing        | Lila Fisher                              |                    |
| 1976 | Meghívás egy gyilkos vacsorára             | Murder by Death                               | Dora Charleston                          | Bánki Zsuzsa       |
| 1978 | Halál a Níluson                            | Death on the Nile                             | Miss Bowers                              | Tábori Nóra        |
| 1978 | Halál a Níluson                            | Death on the Nile                             | Miss Bowers                              | Bánsági Ildikó     |
| 1978 | Kaliforniai lakosztály                     | California Suite                              | Diana Barrie                             | Földi Teri         |
| 1981 | Kvartett                                   | Quartet                                       | Lois Heidler                             | Szakács Eszter     |
| 1981 | Titánok harca                              | Clash of the Titans                           | Thetis                                   | Jani Ildikó        |
| 1982 | Nyaraló gyilkosok                          | Evil Under the Sun                            | Daphne Castle                            | Béres Ilona        |
| 1982 | A misszionárius                            | The Missionary                                | Lady Isabel Ames                         | Borbás Gabi        |
| 1983 |                                            | Better Late Than Never                        | Miss Anderson                            |                    |
| 1984 | Játszani kell                              | Lily in Love                                  | Lily Wynn                                | Káldi Nóra         |
| 1984 | Magánpraxis                                | A Private Function                            | Joyce Chilvers                           | Borbás Gabi        |
| 1985 | Szoba kilátással                           | A Room with a View                            | Charlotte Bartlett                       | Földi Teri         |
| 1985 | Szoba kilátással                           | A Room with a View                            | Charlotte Bartlett                       | Kassai Ilona       |
| 1987 | Kései szenvedély                           | The Lonely Passion of Judith Hearne           | Judith Hearne                            |                    |
| 1990 |                                            | Romeo.Juliet                                  | Rosaline (hangja)                        |                    |
| 1991 | Hook                                       | Hook                                          | Wendy Darling                            | Győri Ilona        |
| 1992 | Apáca show                                 | Sister Act                                    | tisztelendő anya                         | Fodor Zsóka        |
| 1993 | A titkok kertje                            | The Secret Garden                             | Mrs. Medlock                             | Fodor Zsóka        |
| 1993 | Apáca show 2. – Újra virul a fityula       | Sister Act 2: Back in the Habit               | tisztelendő anya                         | Fodor Zsóka        |
| 1995 | III. Richárd                               | Richard III                                   | Neville Cecília                          | Illyés Mari        |
| 1995 | III. Richárd                               | Richard III                                   | Neville Cecília                          | Kassai Ilona       |
| 1996 | Elvált nők klubja                          | The First Wives Club                          | Gunilla Garson Goldberg                  | Andai Györgyi      |
| 1997 | Washington Square                          | Washington Square                             | Lavinia Penniman néni                    |                    |
| 1999 | Szellemtanya                               | Curtain Call                                  | Lily Marlowe                             | Kassai Ilona       |
| 1999 | Tea Mussolinivel                           | Tea with Mussolini                            | Lady Hester Random                       | Andai Györgyi      |
| 1999 | Az utolsó ősz                              | The Last September                            | Lady Myra Naylor                         |                    |
| 2001 | Harry Potter és a bölcsek köve             | Harry Potter and the Philosopher's Stone      | Minerva McGalagony                       | Kassai Ilona       |
| 2001 | Gosford Park                               | Gosford Park                                  | Constance Trentham                       | Földi Teri         |
| 2002 | Vagány nők klubja                          | Divine Secrets of the Ya-Ya Sisterhood        | Caro Eliza Bennett                       | Kassai Ilona       |
| 2002 | Harry Potter és a Titkok Kamrája           | Harry Potter and the Chamber of Secrets       | Minerva McGalagony                       | Kassai Ilona       |
| 2004 | Harry Potter és az azkabani fogoly         | Harry Potter and the Prisoner of Azkaban      | Minerva McGalagony                       | Kassai Ilona       |
| 2004 | Hölgyek levendulában                       | Ladies in Lavender                            | Janet Widdington                         | Menszátor Magdolna |
| 2005 | Harry Potter és a Tűz Serlege              | Harry Potter and the Goblet of Fire           | Minerva McGalagony                       | Kassai Ilona       |
| 2005 | Az eltakarítónő                            | Keeping Mum                                   | Grace Hawkins                            | Halász Aranka      |
| 2007 | Jane Austen magánélete                     | Becoming Jane                                 | Lady Gresham                             | Kassai Ilona       |
| 2007 | Harry Potter és a Főnix Rendje             | Harry Potter and the Order of the Phoenix     | Minerva McGalagony                       | Kassai Ilona       |
| 2009 | Harry Potter és a Félvér Herceg            | Harry Potter and the Half-Blood Prince        | Minerva McGalagony                       | Kassai Ilona       |
| 2009 |                                            | From Time to Time                             | Linnet Oldknow                           |                    |
| 2010 | Nanny McPhee és a nagy bumm                | Nanny McPhee and the Big Bang                 | Agatha Docherty                          | Kassai Ilona       |
| 2011 | Gnómeó és Júlia                            | Gnomeo & Juliet                               | Lady Kékvér (hangja)                     | Molnár Piroska     |
| 2011 | Harry Potter és a Halál ereklyéi 2.        | Harry Potter and the Deathly Hallows – Part 2 | Minerva McGalagony                       | Kassai Ilona       |
| 2012 | Keleti nyugalom – Marigold Hotel           | The Best Exotic Marigold Hotel                | Muriel Donnelly                          | Szabó Éva          |
| 2012 | Kvartett – A nagy négyes                   | Quartet                                       | Jean Horton                              | Hámori Ildikó      |
| 2014 | Haszonélvezők                              | My Old Lady                                   | Mathilde Girard                          | Pásztor Erzsi      |
| 2015 | Keleti nyugalom – A második Marigold Hotel | The Second Best Exotic Marigold Hotel         | Muriel Donnelly                          | Szabó Éva          |
| 2015 | A kertbérlő                                | The Lady in the Van                           | Miss Shepherd                            | Pásztor Erzsi      |
| 2018 | Sherlock Gnomes                            | Sherlock Gnomes                               | Lady Kékvér (hangja)                     | Molnár Piroska     |
| 2018 |                                            | Nothing Like a Dame (dokumentumfilm)          | önmaga                                   |                    |
| 2019 | Downton Abbey                              | Downton Abbey                                 | Violet Crawley, Grantham özvegy grófnéja | Pásztor Erzsi      |
| 2021 | A fiú, akit Karácsonynak hívnak            | A Boy Called Christmas                        | Ruth néni                                | Pásztor Erzsi      |
| 2022 | Downton Abbey: Egy új korszak              | Downton Abbey: A New Era                      | Violet Crawley, Grantham özvegy grófnéja | Pásztor Erzsi      |
| 2023 | A csodák útján                             | The Miracle Club                              | Lily Fox                                 | Borbás Gabi        |

### Televízió
| Év        | Cím                                   | Szerep                                   | Megjegyzések                                           |
| --------- | ------------------------------------- | ---------------------------------------- | ------------------------------------------------------ |
| 1956      | Lilli Palmer Theatre                  | Paula Benson                             | 1 epizód (1. évad 26. rész)                            |
| 1956      | The Adventures of Aggie               | Fiona Frobisher-Smith                    | 1 epizód (1. évad 4. rész)                             |
| 1957      | Kraft Television Theatre              | ismeretlen szerep                        | 1 epizód (10. évad 27. rész)                           |
| 1957      | Sing for Your Supper                  | Ann Carter                               | tévéfilm                                               |
| 1957–1966 | ITV Play of the Week                  | Susie                                    | 1 epizód (2. évad 41. rész)                            |
| 1957–1966 | ITV Play of the Week                  | a tündér                                 | 1 epizód (3. évad 48. rész)                            |
| 1957–1966 | ITV Play of the Week                  | Dixie Evans                              | 1 epizód (4. évad 18. rész)                            |
| 1957–1966 | ITV Play of the Week                  | Lois Ardsley                             | 1 epizód (4. évad 45. rész)                            |
| 1957–1966 | ITV Play of the Week                  | Jackie Coryton                           | 1 epizód (5. évad 39. rész)                            |
| 1957–1966 | ITV Play of the Week                  | Victoria                                 | 1 epizód (12. évad 5. rész)                            |
| 1958–1960 | Armchair Theatre                      | Julie                                    | 1 epizód (2. évad 38. rész)                            |
| 1958–1960 | Armchair Theatre                      | a lány                                   | 1 epizód (3. évad 37. rész)                            |
| 1958–1960 | Armchair Theatre                      | Anna Carnot                              | 1 epizód (3. évad 76. rész)                            |
| 1959      | ITV Television Playhouse              | Elaine                                   | 1 epizód (4. évad 28. rész)                            |
| 1959      | ITV Television Playhouse              | Doto                                     | 1 epizód (4. évad 36. rész)                            |
| 1967      | Much Ado About Nothing                | Beatrice                                 | tévéfilm                                               |
| 1968      | ITV Playhouse                         | Mrs. Wislack                             | 1 epizód (1. évad 17. rész)                            |
| 1968–1972 | BBC Play of the Month                 | Ann Whitefield                           | 1 epizód (3. évad 10. rész)                            |
| 1968–1972 | BBC Play of the Month                 | Portia                                   | 1 epizód (7. évad 7. rész)                             |
| 1968–1972 | BBC Play of the Month                 | Epifania                                 | 1 epizód (8. évad 1. rész)                             |
| 1983      | All for Love                          | Mrs. Silly                               | 1 epizód (2. évad 3. rész)                             |
| 1988      | Talking Heads                         | Susan                                    | 1 epizód (1. évad 3. rész)                             |
| 1992      | Screen Two                            | Mrs. Mabel Pettigrew                     | 1 epizód (8. évad 13. rész)                            |
| 1993      | Great Performances                    | Violet Venable                           | 1 epizód (21. évad 10. rész)                           |
| 1999      | All the King's Men                    | Alexandra királyné                       | tévéfilm                                               |
| 1999      | Copperfield Dávid (David Copperfield) | Betsey Trotwood                          | - minisorozat (2 epizód) - magyar hangja: - Földi Teri |
| 2003      | Túlélők háza (My House in Umbria)     | Emily Delahunty                          | HBO tévéfilm                                           |
| 2007      | Nyomasztó múlt (Capturing Mary)       | Mary Gilbert                             | - HBO tévéfilm - magyar hangja: - Földi Teri           |
| 2010–2015 | Downton Abbey                         | Violet Crawley, Grantham özvegy grófnéja | főszereplő (52 epizód)                                 |

## Díjak és jelölések
- 1966 – Golden Globe-jelölés – a legjobb drámai színésznő (Othello)
- 1966 – Oscar-jelölés – a legjobb női epizódszereplő (Othello)
- 1970 – Oscar-díj – a legjobb színésznő (Brodie kisasszony virágzása)
- 1970 – Golden Globe-jelölés – a legjobb drámai színésznő (Brodie kisasszony virágzása)
- 1973 – Golden Globe-jelölés – a legjobb vígjáték- vagy musicalszínésznő (Utazás nagynénémmel)
- 1973 – Oscar-jelölés – a legjobb színésznő (Utazás nagynénémmel)
- 1979 – Oscar-díj – a legjobb női epizódszereplő (Kaliforniai lakosztály)
- 1979 – Golden Globe-díj – a legjobb női mellékszereplő (Kaliforniai lakosztály)
- 1979 – BAFTA-díj – Legjobb női alakítás jelölés (Kaliforniai lakosztály)
- 1987 – Golden Globe-díj – a legjobb női epizódszereplő (Szoba kilátással)
- 1987 – Oscar-jelölés – a legjobb női epizódszereplő (Szoba kilátással)
- 2000 – Emmy-jelölés – a legjobb női epizódszereplő TV filmben (Copperfield Dávid)
- 2000 – BAFTA-díj – Legjobb női mellékszereplő (Tea Mussolinivel)
- 2002 – Oscar-jelölés – a legjobb női epizódszereplő (Gosford Park)
- 2002 – Golden Globe-jelölés – a legjobb női epizódszereplő (Gosford Park)
- 2003 – Emmy-díj – a legjobb színésznő TV-filmben (Túlélők háza)
- 2004 – Golden Globe-jelölés – a legjobb színésznő tv-filmben (Túlélők háza)
- 2005 – Európai Filmakadémia – Legjobb női alakítás jelölés (Hölgyek levendulában)
- 2012 – Golden Globe-jelölés – a legjobb színésznő tv-filmben (Downton Abbey)
- 2013 – Golden Globe-jelölés – a legjobb színésznő (Kvartett – A nagy négyes)
- 2013 – Golden Globe-díj – a legjobb színésznő tv-filmben (Downton Abbey)
- 2013 – Golden Globe-jelölés – a legjobb színésznő (A kertbérlő)